# Juan Ignacio Jasen
Juan Ignacio Jasen Ciccarelli (Bahía Blanca, Buenos Aires, Argentina, 10 de octubre de 1985) es un exjugador argentino de baloncesto. Jugaba de alero. Es hermano del también jugador de baloncesto Hernán Jasen.

## Trayectoria
Jasen se formó en las categorías inferiores del Club Leandro N. Alem de Bahía Blanca. Posteriormente llegó a España al ser contratado por el Adecco Estudiantes, ganando el Campeonato de España Junior en 2003. La temporada 2003-04 jugó en el equipo de la Liga EBA del Adecco Estudiantes. Debutó en la Liga ACB con el primer equipo el 23 de enero de 2005 frente al Pamesa Valencia; esa temporada jugó dos partidos en la ACB y dos en la Euroliga. Para la temporada 2005-06 fue contratado por el Club Baloncesto Granada, aunque hasta diciembre de 2005 jugó cedido en el Farho Gijón de la Liga LEB. Esa misma temporada ganó la Serie B del Circuito Sub-20 ACB/FEB.
Jasen se convertiría en un veterano y fijaría su residencia en Murcia y para seguir prolongando su carrera deportiva. Desde 2015 a 2018 jugaría en las filas del CB Myrtia, actual Real Murcia Baloncesto con el que jugaría en Liga EBA y LEB Plata.
De 2018 a 2020, jugaría en las filas del Club Baloncesto Jairis de Alcantarilla con el que también conseguiría el ascenso de Liga EBA a LEB Plata. En 2020 acumularía más de 400 partidos en las cuatro primeras categorías del baloncesto español.
Tras jugar la primera vuelta de la temporada 2020-21 en las filas del Club Baloncesto Jairis en Liga LEB Plata, en diciembre de 2020 firma por el FC Cartagena Club Baloncesto de Liga EBA, con el que lograría ascender a Liga LEB Plata.
El 24 de julio de 2021, regresa al UCAM Murcia Club Baloncesto, para jugar en su filial de Liga EBA.

## Selección nacional
Ha sido internacional con la Selección de baloncesto de Argentina.

## Clubes
- Leandro N. Alem Bahía Blanca: 2002-2003
- Adecco Estudiantes (EBA): 2003-2005
- Adecco Estudiantes (ACB): 2004-2005
- Farho Gijón (LEB): 2005-2006
- Club Baloncesto Granada (ACB): 2005-2010.
- Club Baloncesto Murcia (LEB/ACB): 2010-2013.
- Obras Basket (LNB): 2013-2014.
- Club Baloncesto Atapuerca (LEB): 2014-2015.
- CB Myrtia (Liga EBA): 2015.
- Sionista (LNB): 2016.
- CB Myrtia (Liga EBA): 2016 - 2018.
- Club Baloncesto Jairis (Liga EBA): 2018 - 2020.
- FC Cartagena Club Baloncesto (Liga EBA): 2021.
- UCAM Murcia Club Baloncesto (Liga EBA): 2021 - 2020.

## Palmarés
| Título                          | Club                    | País   | Año  |
| ------------------------------- | ----------------------- | ------ | ---- |
| Campeonato de España junior     | Adecco Estudiantes      | España | 2003 |
| Copa de Andalucía de Baloncesto | Club Baloncesto Granada | España | 2006 |